# Kabinett Gething
Das Kabinett Gething war vom 20. März bis zum 6. August 2024 die Regierung von Wales. Sie wurde nach dem Rücktritt von Mark Drakeford gebildet. Sie wurde von Vaughan Gething geleitet und verfügte über die Hälfte der Sitze im Senedd.

## Kabinett
| Amt                                                      | Bild | Name               | Partei | Partei | Amtszeit |
| -------------------------------------------------------- | ---- | ------------------ | ------ | ------ | -------- |
| First Minister                                           |      | Vaughan Gething    |        | Labour | 2024     |
| Minister für Finanzen und Verfassung                     |      | Rebecca Evans      | Labour | 2024   |          |
| Minister für Wohnungsbau, Kommunalverwaltung und Planung |      | Julie James        | Labour | 2024   |          |
| Minister für Gesundheit und soziale Dienste              |      | Eluned Morgan      | Labour | 2024   |          |
| Minister für Wirtschaft, Energie und walisische Sprache  |      | Jeremy Miles       | Labour | 2024   |          |
| Minister für Nordwales und Verkehr                       |      | Ken Skates         | Labour | 2024   |          |
| Minister für den Klimawandel und den ländlichen Raum     |      | Huw Irranca-Davies | Labour | 2024   |          |
| Leader of the House Chief Whip                           |      | Jane Hutt          | Labour | 2024   |          |
| Minister für Kultur und soziale Gerechtigkeit            |      | Lesley Griffiths   | Labour | 2024   |          |
| Minister für Bildung                                     |      | Lynne Neagle       | Labour | 2024   |          |
| Generalstaatsanwalt                                      |      | Mick Antoniw       | Labour | 2024   |          |

### Vizeminister
| Amt                                                  | Name         | Name           | Partei | Amtszeit |
| ---------------------------------------------------- | ------------ | -------------- | ------ | -------- |
| Stellvertretender Minister für soziale Partnerschaft |              | Hannah Blythyn | Labour | 2024     |
| Stellvertretender Minister für soziale Partnerschaft | Sarah Murphy | Labour         | 2024   |          |
| Stellvertretender Minister für mentale Gesundheit    | Jayne Bryant | Labour         | 2024   |          |
| Stellvertretender Minister für Sozialhilfe           | Dawn Bowden  | Labour         | 2024   |          |